# مورتي مثالاني
مورتي مثالاني (بالإنجليزية: Moruti Mthalane)‏ (ولد: 6 أكتوبر 1982 في خاوتينغ، جنوب أفريقيا )؛ هو ملاكم محترف جنوب أفريقي يصنف ضمن فئة وزن الذبابة.

## إحصائيات
خاض خلال مسيرته 39 نزالا، فاز في 37 ولم يتعادل وخسر في 2. فاز بالضربة القاضية في 25 نزالا.

## روابط خارجية
- مورتي مثالاني على موقع بوكس ريك (الإنجليزية) (registration required)